# بوبي هاميلتون (مالك فريق ناسكار)
بوبي هاميلتون (بالإنجليزية: Bobby Hamilton) هو سائق سباق أمريكي، ولد في 29 مايو 1957 في ناشفيل في الولايات المتحدة، وتوفي في 7 يناير 2007 في ماونت جولييت في الولايات المتحدة.

## وصلات خارجية
- بوبي هاميلتون على موقع Racing-Reference.info (الإنجليزية)
- بوبي هاميلتون على موقع DriverDB.com (الإنجليزية)
- بوبي هاميلتون على موقع إن إن دي بي (الإنجليزية)